# Hidroksizin
Hidroksizin (pod zaščitenima imenoma Vistaril, Atarax) je antihistaminik prve generacije, ki so ga prvič sintetizirali na Union Chimique Belge leta 1956, istega leta pa ga je v ZDA utržilo farmacevtsko podjetje Pfizer. Je derivat piperazina, sintetična snov z antispastičnim (preprečuje krče) in antifibrilacijskim delovanjem (preprečuje fibrilacijo srca).
Zaradi antagonističnega delovanja na različne receptorje v osrednjem živčevju izkazuje tudi izrazito anksiolitično, antiobsesivno in antipsihotično delovanje. Danes se uporablja zlasti za simptomatsko lajšanje tesnobe in napetosti zaradi nevroze ter pri boleznih organskega izvora z izraženo tesnobnostjo. Zaradi antihistaminskega delovanja se lahko uporablja tudi za zdravljenje hude oblike srbenja, hiperalgezije ali slabosti zaradi potovalne bolezni.

## Mehanizem delovanja
Poglavitni mehanizem delovanja hidroksizina je močan inverzni agonizem na histaminskih receptorjih H1 (Ki = 2 nM). Za razliko od drugih antihistaminikov prve generacije izkazuje le zanemarljivo afiniteto do muskarinskih receptorjev (Ki = >10,000 nM) in zato ne povzroča klinično pomembnih antiholinergičnih učinkov. Poleg antihistaminskega delovanja izkazuje tudi antagonistične učinke na receptorje 5-HT2A, (Ki = ~50 nM), D2 (Ki = 378 nM) in α1-adrenergične receptorje (Ki = ~300 nM).
Njegovo anksiolitično delovanje je verjetno posledica antiserotonegičnih učinkov. Drugi antihistaminiki brez zaviralnega učinka na serotoninske receptorje namreč ne izkazujejo tega delovanja.

## Neželeni učinki
Hidroksizin lahko povzroči hudo omotico. Zaspanost običajno izzveni po nekaj dneh uporabe zdravila. Blažji neželeni učinki so suha usta, drhtavica in drugi neželeni gibi, zlasti pri visokih odmerkih.